# Listă de filme polițiste din anii 1970
Aceasta este o listă de filme polițiste lansate în anii 1970.
| 1970                                                     |                                                                     |                                                            |                                                                |                           |
| Bloody Mama                                              | Roger Corman                                                        | Shelley Winters, Pat Hingle, Don Stroud                    | Statele Unite ale Americii                                     | [ 1 ]                     |
| Borsalino                                                | Jacques Deray                                                       | Alain Delon, Jean-Paul Belmondo, Michel Bouquet            | Franța · Italia                                                | [ 2 ]                     |
| A Bullet for Pretty Boy                                  | Larry Buchanan                                                      | Fabian Forte, Jocelyn Lane, Astrid Warner                  | Statele Unite ale Americii                                     | [ 3 ]                     |
| Le Cercle rouge                                          | Jean-Pierre Melville                                                | Alain Delon, Bourvil, Gian Maria Volonté                   | Franța · Italia                                                | [ 4 ]                     |
| The Cop                                                  | Yves Boisset                                                        | Michel Bouquet, Françoise Fabian, Michel Constantin        | Franța                                                         | [ 5 ]                     |
| Delinquent Girl Boss: Blossoming Night Dreams            | Kazuhiko Yamaguchi                                                  | Reiko Oshida, Masumi Tachibana, Yukie Kagawa               | Japonia                                                        | [ 6 ]                     |
| La Horse                                                 | Pierre Granier-Deferre                                              | Jean Gabin, Elenore Hirt, André Weber                      | Franța · Italia · Germania de Vest                             | [ 7 ]                     |
| The Honeymoon Killers                                    | Leonard Kastle                                                      | Shirley Stoler, Tony Lo Bianco, Dortha Duckworth           | Statele Unite ale Americii                                     | [ 8 ]                     |
| Investigation of a Citizen Above Suspicion               | Elio Petri                                                          | Gian Maria Volonté, Florinda Bolkan, Salvo Randone         | Italia                                                         | Crime drama               |
| Kaidan Noboriryu                                         | Teruo Ishii                                                         | Toru Abe, Yoshi Katō, Makoto Satō                          | Japonia                                                        | [ 10 ]                    |
| Last Leap                                                | Édouard Luntz                                                       | Maurice Ronet, Michel Bouquet, Cathy Rosier                | Franța · Italia                                                | [ 11 ]                    |
| Perfect Friday                                           | Peter Hall                                                          | Ursula Andress, David Warner, Stanley Baker                | Regatul Unit al Marii Britanii și al Irlandei de Nord          | [ 12 ]                    |
| Stray Cat Rock: Sex Hunter                               | Yasuharu Hasebe                                                     | Nobuko Aoiki, Tatsuya Fuji, Mie Hanabusa                   | Japonia                                                        | [ 13 ]                    |
| Le Temps Des Loups                                       | Sergio Gobbi                                                        | Robert Hossein, Charles Aznavour, Virna Lisi               | Franța · Italia                                                | [ 14 ]                    |
| 1971                                                     |                                                                     |                                                            |                                                                |                           |
| $                                                        | Richard Brooks                                                      | Warren Beatty, Goldie Hawn, Gert Fröbe                     | Statele Unite ale Americii                                     | [ 15 ]                    |
| The Anderson Tapes                                       | Sidney Lumet                                                        | Sean Connery, Dyan Cannon, Martin Balsam                   | Statele Unite ale Americii                                     | [ 16 ]                    |
| Les Assassins de l'Ordre                                 | Marcel Carné                                                        | Jacques Brel, Catherine Rouvel, Charles Denner             | Franța · Italia                                                | Crime drama               |
| Les Aveux les plus doux                                  | Édouard Molinaro                                                    | Caroline Cellier, Roger Hanin, Philippe Noiret             | Franța · Algeria · Italia                                      | Crime drama               |
| A Clockwork Orange                                       | Stanley Kubrick                                                     | Malcolm McDowell, Patrick Magee, Michael Bates             | Regatul Unit al Marii Britanii și al Irlandei de Nord          | Juvenile delinquency film |
| Le Casse                                                 | Henri Verneuil                                                      | Jean-Paul Belmondo, Omar Sharif, Dyan Cannon               | Franța · Italia                                                | [ 20 ]                    |
| Confessions of a Police Captain                          | Damiano Damiani                                                     | Franco Nero, Martin Balsam, Marilù Tolo                    | Italia                                                         | Crime thriller            |
| Dirty Harry                                              | Don Siegel                                                          | Clint Eastwood, Harry Guardino, Reni Santoni               | Statele Unite ale Americii                                     | [ 22 ]                    |
| The French Connection                                    | William Friedkin                                                    | Gene Hackman, Fernando Rey, Roy Scheider                   | Statele Unite ale Americii                                     | [ 23 ]                    |
| Get Carter                                               | Mike Hodges                                                         | Michael Caine, Ian Hendry, Britt Ekland                    | Regatul Unit al Marii Britanii și al Irlandei de Nord          | [ 24 ]                    |
| Il était une fois un Flic                                | Georges Lautner                                                     | Michel Constantin, Daniel Ivernel, Mireille Darc           | Franța · Italia                                                | Crime comedy              |
| Just Before Nightfall                                    | Claude Chabrol                                                      | Michel Bouquet, Stéphane Audran, François Périer           | Franța · Italia                                                | Crime drama               |
| Klute                                                    | Alan J. Pakula                                                      | Jane Fonda, Donald Sutherland, Charles Cioffi              | Statele Unite ale Americii                                     | Crime thriller            |
| Live Today, Die Tomorrow!                                | Kaneto Shindo                                                       |                                                            | Japonia                                                        | [ 28 ]                    |
| Play Misty for Me                                        | Clint Eastwood                                                      | Clint Eastwood, Jessica Walter, Donna Mills                | Statele Unite ale Americii                                     | Crime thriller            |
| Sympathy for the Underdog                                | Kinji Fukasaku                                                      | Noboru Ando, Tomisaburo Wakayama                           | Japonia                                                        | [ 30 ]                    |
| Ten Days' Wonder                                         | Claude Chabrol                                                      | Orson Welles, Anthony Perkins, Marlène Jobert              | Franța · Italia                                                | [ 31 ]                    |
| 1972                                                     |                                                                     |                                                            |                                                                |                           |
| 1931: Once Upon a Time in New York                       | Luigi Vanzi                                                         | Richard Conte, Adolfo Celi                                 | Italia                                                         | [ 32 ]                    |
| Across 110th Street                                      | Barry Shear                                                         | Anthony Quinn, Yaphet Kotto, Anthony Franciosa             | Statele Unite ale Americii                                     | [ 33 ]                    |
| The Big Bird Cage                                        | Jack Hill                                                           | Teda Bracci, Vic Díaz, Anitra Ford                         | Statele Unite ale Americii                                     | [ 34 ]                    |
| Boxcar Bertha                                            | Martin Scorsese                                                     | Barbara Hershey, David Carradine, Barry Primus             | Statele Unite ale Americii                                     | [ 35 ]                    |
| The Carey Treatment                                      | Blake Edwards                                                       | James Coburn, Jennifer O'Neill, Pat Hingle                 | Statele Unite ale Americii                                     | [ 36 ]                    |
| La Course Du Lièvre à Travers les Champs                 | René Clément                                                        | Jean-Louis Trintignant, Robert Ryan, Lea Massari           | Franța · Statele Unite ale Americii · Italia                   | [ 37 ]                    |
| The Doberman Gang                                        | Byron Ross Chudnow                                                  | Hal Reed                                                   | Statele Unite ale Americii                                     | [ 38 ]                    |
| Dr. Popaul                                               | Claude Chabrol                                                      | Jean-Paul Belmondo, Mia Farrow, Laura Antonelli            | Franța · Italia                                                | Crime comedy              |
| Female Convict 701: Scorpion                             | Shunya Itō                                                          | Meiko Kaji, Kayoko Shiraishi, Fumio Watanabe               | Japonia                                                        | [ 40 ]                    |
| Female Convict Scorpion: Jailhouse 41                    | Shunya Itō                                                          | Meiko Kaji, Kayoko Shiraishi, Fumio Watanabe               | Japonia                                                        | [ 41 ]                    |
| Un Flic                                                  | Jean-Pierre Melville                                                | Alain Delon, Catherine Deneuve, Richard Crenna             | Franța                                                         | [ 42 ]                    |
| Frenzy                                                   | Alfred Hitchcock                                                    | Jon Finch, Barry Foster, Barbara Leigh-Hunt                | Regatul Unit al Marii Britanii și al Irlandei de Nord          | Crime thriller            |
| The Getaway                                              | Sam Peckinpah                                                       | Steve McQueen, Ali MacGraw, Ben Johnson                    | Statele Unite ale Americii                                     | [ 44 ]                    |
| The Godfather                                            | Francis Ford Coppola                                                | Marlon Brando, Al Pacino, James Caan                       | Statele Unite ale Americii                                     | [ 45 ]                    |
| Hammer                                                   | Bruce Clark                                                         | Al Richardson, Jamal Moore, Perrie Lott                    | Statele Unite ale Americii                                     | [ 46 ]                    |
| The Harder They Come                                     | Perry Henzell                                                       | Jimmy Cliff                                                | Jamaica                                                        | [ 47 ]                    |
| The Hot Rock                                             | Peter Yates                                                         | Robert Redford, George Segal, Ron Leibman                  | Statele Unite ale Americii                                     | [ 48 ]                    |
| Prime Cut                                                | Michael Ritchie                                                     | Lee Marvin, Gene Hackman, Angel Tompkins                   | Statele Unite ale Americii                                     | [ 49 ]                    |
| Rika the Mixed-Blood Girl                                | Kō Nakahira                                                         | Rika Aoki, Yasuo Arakawa, Satoshi Moritsuka                | Japonia                                                        | Crime thriller            |
| Street Mobster                                           | Kinji Fukasaku                                                      | Noboru Ando, Asao Koike, Noboru Mitani                     | Japonia                                                        | [ 51 ]                    |
| Super Fly                                                | Gordon Parks, Jr.                                                   | Ron O'Neal, Carl Lee, Sheila Frazier                       | Statele Unite ale Americii                                     | [ 52 ]                    |
| Trick Baby                                               | Larry Yust                                                          | Kiel Martin, Mel Stewart                                   | Statele Unite ale Americii                                     | [ 53 ]                    |
| The Wolves                                               | Hideo Gosha                                                         | Kyoko Enami, Hisashi Igawa, Komaki Kurihara                | Japonia                                                        | [ 54 ]                    |
| 1973                                                     |                                                                     |                                                            |                                                                |                           |
| Badlands                                                 | Terrence Malick                                                     | Martin Sheen, Sissy Spacek, Warren Oates                   | Statele Unite ale Americii                                     | [ 55 ]                    |
| Battles Without Honor and Humanity                       | Kinji Fukasaku                                                      | Bunta Sugawara, Hiroki Matsukata                           | Japonia                                                        | [ 56 ]                    |
| Battles Without Honor and Humanity: Hiroshima Deathmatch | Kinji Fukasaku                                                      | Sonny Chiba, Seizo Fukumoto, Meiko Kaji                    | Japonia                                                        | [ 57 ]                    |
| Battles Without Honor and Humanity: Proxy War            | Kinji Fukasaku                                                      | Reiko Ike, Akira Kobayashi                                 | Japonia                                                        | [ 58 ]                    |
| Black Caesar                                             | Larry Cohen                                                         | Omer Jeffrey, Fred Williamson, William Wellman, Jr.        | Statele Unite ale Americii · Italia                            | [ 59 ]                    |
| Charley Varrick                                          | Don Siegel                                                          | Walter Matthau, Joe Don Baker, Felicia Farr                | Statele Unite ale Americii                                     | [ 60 ]                    |
| Coffy                                                    | Jack Hill                                                           | Pam Grier, Booker Bradshaw, Robert DoQui                   | Statele Unite ale Americii                                     | Crime thriller            |
| The Daring Dobermans                                     | Byron Ross Chudnow                                                  | Joan Caulfield, Tim Considine, Claudio Martinez            | Statele Unite ale Americii                                     | [ 62 ]                    |
| Dillinger                                                | John Milius                                                         | Warren Oates, Ben Johnson, Michelle Phillips               | Statele Unite ale Americii                                     | [ 63 ]                    |
| Female Convict Scorpion: Grudge Song                     | Shunya Itō                                                          | Meiko Kaji, Yaoi Watanab                                   | Japonia                                                        | [ 64 ]                    |
| Female Prisoner Scorpion: Beast Stable                   | Shunya Itō                                                          | Meiko Kaji                                                 | Japonia                                                        | [ 65 ]                    |
| The Friends of Eddie Coyle                               | Peter Yates                                                         | Robert Mitchum, Peter Boyle, Richard Jordan                | Statele Unite ale Americii                                     | [ 66 ]                    |
| Lady Snowblood                                           | Toshiya Fujita                                                      | Meiko Kaji                                                 | Japonia                                                        | [ 67 ]                    |
| Little Cigars                                            | Chris Christenberry                                                 | Angel Tompkins, Felix Silla, Jerry Maren                   | Statele Unite ale Americii                                     | Crime drama               |
| The Mack                                                 | Michael I. Campus                                                   | Max Julien, Richard Pryor, Don Gordon                      | Statele Unite ale Americii                                     | [ 69 ]                    |
| Mean Streets                                             | Martin Scorsese                                                     | Robert De Niro, Harvey Keitel, David Proval                | Statele Unite ale Americii                                     | [ 70 ]                    |
| Night Watch                                              | Brian G. Hutton                                                     | Elizabeth Taylor, Laurence Harvey, Billie Whitelaw         | Regatul Unit al Marii Britanii și al Irlandei de Nord          | [ 71 ]                    |
| Les noces rouges                                         | Claude Chabrol                                                      | Stéphane Audran, Michel Piccoli, Claude Piéplu             | Franța · Italia                                                | [ 72 ]                    |
| The Outfit                                               | John Flynn                                                          | Robert Duvall, Karen Black, Joe Don Baker                  | Statele Unite ale Americii                                     | [ 73 ]                    |
| The Outside Man                                          | Jacques Deray                                                       | Jean-Louis Trintignant, Ann-Margret, Roy Scheider          | Franța · Italia                                                | [ 74 ]                    |
| Steelyard Blues                                          | Alan Myerson                                                        | Jane Fonda, Donald Sutherland, Peter Boyle                 | Statele Unite ale Americii                                     | Caper                     |
| The Sting                                                | George Roy Hill                                                     | Paul Newman, Robert Redford, Robert Shaw, Charles Durning  | Statele Unite ale Americii                                     | [ 76 ]                    |
| Superfly T.N.T.                                          | Ron O'Neal                                                          | Silvio Nardo, Rik Boyd                                     | Statele Unite ale Americii                                     | [ 77 ]                    |
| The Thief Who Came to Dinner                             | Bud Yorkin                                                          | Ryan O'Neal, Jacqueline Bisset, Warren Oates               | Statele Unite ale Americii                                     | Crime comedy              |
| 1974                                                     |                                                                     |                                                            |                                                                |                           |
| 11 Harrowhouse                                           | Aram Avakian                                                        | Charles Grodin, Candice Bergen, John Gielgud               | Regatul Unit al Marii Britanii și al Irlandei de Nord          | Crime comedy              |
| Big Bad Mama                                             | Steve Carver                                                        | Angie Dickinson, William Shatner, Tom Skerritt             | Statele Unite ale Americii                                     | [ 80 ]                    |
| The Black Godfather                                      | John Evans                                                          | Don Chastain, Damu King, Rod Perry                         | Statele Unite ale Americii                                     | [ 81 ]                    |
| Black Samson                                             | Chuck Bail                                                          | Rockne Tarkington, Carol Speed, William Smith              | Statele Unite ale Americii                                     | [ 82 ]                    |
| Borsalino & Co.                                          | Jacques Deray                                                       | Alain Delon, Riccardo Cucciolla, Catherine Rouvel          | Franța · Italia · Germania de Vest                             | [ 83 ]                    |
| Caged Heat                                               | Jonathan Demme                                                      | Barbara Steele, Erica Gavin, Juanita Brown                 | Statele Unite ale Americii                                     | [ 84 ]                    |
| The Candy Snatchers                                      | Guerdon Trueblood                                                   | Tiffany Bolling, Dolores Dorn, Vincent Martorano           | Statele Unite ale Americii                                     | [ 85 ]                    |
| Death Wish                                               | Michael Winner                                                      | Charles Bronson, Hope Lange, Vincent Gardenia              | Statele Unite ale Americii                                     | [ 86 ]                    |
| Foxy Brown                                               | Jack Hill                                                           | Pam Grier, Antonio Fargas, Peter Brown                     | Statele Unite ale Americii                                     | [ 87 ]                    |
| The Godfather Part II                                    | Francis Ford Coppola                                                | Al Pacino, Robert Duvall, Diane Keaton                     | Statele Unite ale Americii                                     | [ 88 ]                    |
| Gone in 60 Seconds                                       | H. B. Halicki                                                       | Hal McClain, Markos Kotsikos, Jonathan E. Fricke           | Statele Unite ale Americii                                     | [ 89 ]                    |
| McQ                                                      | John Sturges                                                        | John Wayne, Eddie Albert, Diana Muldaur                    | Statele Unite ale Americii                                     | [ 90 ]                    |
| The Nickel Ride                                          | Robert Mulligan                                                     | Jason Miller, Linda Haynes, John Hillerman                 | Statele Unite ale Americii                                     | [ 91 ]                    |
| Nuits rouges                                             | Georges Franju                                                      | Gayle Hunnicutt, Jacques Champreu, Josephine Chaplin       | Franța · Italia                                                | [ 92 ]                    |
| Rabid Dogs                                               | Lamberto Bava, Mario Bava                                           | Riccardo Cucciolla, Lea Lander, Maurice Poli               | Italia                                                         | [ 93 ]                    |
| The Sugarland Express                                    | Steven Spielberg                                                    | Goldie Hawn, Ben Johnson, Michael Sacks                    | Statele Unite ale Americii                                     | [ 94 ]                    |
| The Taking of Pelham One Two Three                       | Joseph Sargent                                                      | Walter Matthau, Robert Shaw, Martin Balsam                 | Statele Unite ale Americii                                     | [ 95 ]                    |
| Thieves Like Us                                          | Robert Altman                                                       | Keith Carradine, Shelley Duvall, John Schuck               | Statele Unite ale Americii                                     | [ 96 ]                    |
| Le Trio Infernal                                         | Francis Girod                                                       | Romy Schneider, Michel Piccoli, Mascha Gonska              | Franța · Germania de Vest · Italia                             | [ 97 ]                    |
| Uomini duri                                              | Duccio Tessari                                                      | Lino Ventura, Isaac Hayes, Fred Williamson                 | Italia · Statele Unite ale Americii · Franța                   | [ 98 ]                    |
| 1975                                                     |                                                                     |                                                            |                                                                |                           |
| L'Agression                                              | Gérard Pirès                                                        | Jean-Louis Trintignant, Catherine Deneuve, Claude Brasseur | Franța · Italia                                                | [ 99 ]                    |
| The Black Bird                                           | David Giler                                                         | George Segal, Stéphane Audran, Lionel Stander              | Statele Unite ale Americii                                     | Crime comedy              |
| Capone                                                   | Steve Carver                                                        | Ben Gazzar, Susan Blakely, Harry Guardino                  | Statele Unite ale Americii                                     | [ 101 ]                   |
| Dog Day Afternoon                                        | Sidney Lumet                                                        | Al Pacino, John Cazale, Charles Durning                    | Statele Unite ale Americii                                     | [ 102 ]                   |
| Flic Story                                               | Jacques Deray                                                       | Alain Delon, Jean-Louis Trintignant, Renato Salvatori      | Franța · Italia                                                | Crime thriller            |
| The Fortune                                              | Mike Nichols                                                        | Jack Nicholson, Warren Beatty, Stockard Channing           | Statele Unite ale Americii                                     | Crime comedyr             |
| French Connection II                                     | John Frankenheimer                                                  | Gene Hackman, Fernando Rey, Bernard Fresson                | Statele Unite ale Americii                                     | [ 105 ]                   |
| Il faut vivre dangereusement                             | Claude Makovski                                                     | Claude Brasseur, Annie Girardot, Sydne Rome                | Franța                                                         | [ 106 ]                   |
| Les Innocents aux mains sales                            | Claude Chabrol                                                      | Rod Steiger, Romy Schneider, Paolo Giusti                  | Franța · Germania de Vest · Italia                             | Crime thriller            |
| Jeune Fille Libre le Soir                                | René Clément                                                        | Maria Schneider, Sydne Rome, Robert Vaughn                 | Germania de Vest · Italia · Franța · Monaco                    | [ 108 ]                   |
| Johnny Firecloud                                         | William Allen Castleman                                             | Victor Mojica, Frank de Kova                               | Statele Unite ale Americii                                     | [ 109 ]                   |
| Lepke                                                    | Menahem Golan                                                       | Tony Curtis, Anjanette Comer, Michael Callan               | Statele Unite ale Americii · Israel                            | [ 110 ]                   |
| Mitchell                                                 | Andrew V. McLaglen                                                  | Joe Don Baker, Martin Balsam, John Saxo                    | Statele Unite ale Americii                                     | [ 111 ]                   |
| Switchblade Sisters                                      | Jack Hill                                                           | Bill Adler, Asher Brauner, Kitty Bruce                     | Statele Unite ale Americii                                     | [ 112 ]                   |
| The Yakuza                                               | Sydney Pollack                                                      | Robert Mitchum, Ken Takakura, Brian Keith                  | Statele Unite ale Americii · Japonia                           | [ 113 ]                   |
| 1976                                                     |                                                                     |                                                            |                                                                |                           |
| L'Alpagueur                                              | Philippe Labro                                                      | Jean-Paul Belmondo, Bruno Cremer, Patrick Fierry           | Franța                                                         | Crime thriller            |
| Barocco                                                  | André Téchiné                                                       | Isabelle Adjani, Gérard Depardieu, Marie-France Pisier     | Franța                                                         | Crime drama               |
| Bugsy Malone                                             | Alan Parker                                                         | Scott Baio, Jodie Foster                                   | Regatul Unit al Marii Britanii și al Irlandei de Nord          | Gangster film             |
| The Con Artists                                          | Sergio Corbucci                                                     | Anthony Quinn, Adriano Celentano, Capucine                 | Italia                                                         | Crime comedy              |
| Cop                                                      | Anders Refn                                                         | Jens Okking, Dick Kaysoe, Bodil Kjer                       | Danemarca                                                      | [ 118 ]                   |
| Le Corps de mon ennemi                                   | Henri Verneuil                                                      | Jean-Paul Belmondo, Bernard Blier, Marie-France Pisier     | Franța                                                         | [ 119 ]                   |
| Ghost Train International                                | Bent Christensen                                                    | Dirch Passer, Preben Kaas, Axel Strøbye                    | Danemarca                                                      | [ 120 ]                   |
| The Killer Inside Me                                     | Burt Kennedy                                                        | Stacy Keach, Susan Tyrrell, Tisha Sterling                 | Statele Unite ale Americii                                     | [ 121 ]                   |
| The Killing of a Chinese Bookie                          | John Cassavetes                                                     | Ben Gazzara, Timothy Carey, Azizi Johari                   | Statele Unite ale Americii                                     | [ 122 ] [ 123 ] [ 124 ]   |
| Massacre at Central High                                 | Rene Daalder                                                        | Kimberly Beck                                              | Statele Unite ale Americii                                     | [ 125 ]                   |
| A Matter of Wife... And Death                            | Marvin J. Chomsky                                                   | Rod Taylor, Joe Santos, Eddie Firestone                    | Statele Unite ale Americii                                     | [ 126 ]                   |
| Mikey and Nicky                                          | Elaine May                                                          | Peter Falk, John Cassavetes, Ned Beatty                    | Statele Unite ale Americii                                     | [ 127 ]                   |
| 1977                                                     |                                                                     |                                                            |                                                                |                           |
| The American Friend                                      | Wim Wenders                                                         | Dennis Hopper, Bruno Ganz, Lisa Kreuzer                    | Germania de Vest · Franța                                      | Crime drama               |
| Fun with Dick and Jane                                   | Ted Kotcheff                                                        | George Segal, Jane Fonda, Ed McMahon                       | Statele Unite ale Americii                                     | Crime comedy              |
| Le Gang                                                  | Jacques Deray                                                       | Alain Delon, Roland Bertin, Nicole Calfan                  | Franța · Italia                                                | [ 130 ]                   |
| Hitch-Hike                                               | Pasquale Festa Campanile                                            | Corinne Cléry, David Hess, John Loffredo                   | Italia                                                         | [ 131 ]                   |
| A Piece of the Action                                    | Sidney Poitier                                                      | Hope Clarke, Bill Cosby, Ja'net Dubois                     | Statele Unite ale Americii                                     | Crime comedy              |
| Tomorrow Never Comes                                     | Peter Collinson                                                     | Oliver Reed, Susan George, Raymond Burr                    | Regatul Unit al Marii Britanii și al Irlandei de Nord · Canada | [ 133 ]                   |
| 1978                                                     |                                                                     |                                                            |                                                                |                           |
| The Cheap Detective                                      | Robert Moore                                                        | Peter Falk, Ann-Margret, Eileen Brennan                    | Statele Unite ale Americii                                     | Crime comedy              |
| The Driver                                               | Walter Hill                                                         | Ryan O'Neal, Bruce Dern, Isabelle Adjani                   | Statele Unite ale Americii                                     | [ 135 ]                   |
| Harry and Walter Go to New York                          | Mark Rydell                                                         | James Caan, Elliott Gould, Michael Caine                   | Statele Unite ale Americii                                     | Crime comedy              |
| Mort d'un Pourri                                         | Georges Lautner                                                     | Alain Delon, Ornella Muti, Stéphane Audran                 | Franța                                                         | [ 137 ]                   |
| Rockers                                                  | Ted Bafaloukos                                                      | Leroy Wallace, Richard Hall, Monica Craig                  | Jamaica · Statele Unite ale Americii                           | Crime drama               |
| The Silent Partner                                       | Daryl Duke                                                          | Susannah York, Christopher Plummer, Elliott Gould          | Canada                                                         | [ 139 ]                   |
| Violette Nozière                                         | Claude Chabrol                                                      | Isabelle Huppert, Jean Carmet, Stéphane Audran             | Statele Unite ale Americii · Franța                            | Crime drama               |
| Who'll Stop the Rain?                                    | Karel Reisz                                                         | Nick Nolte, Tuesday Weld, Michael Moriarty                 | Statele Unite ale Americii                                     | [ 141 ]                   |
| 1979                                                     |                                                                     |                                                            |                                                                |                           |
| 10 Violent Women                                         | Ted V. Mikels                                                       | Sherri Vernon, Dixie Lauren, Georgia Morgan                | Statele Unite ale Americii                                     | [ 142 ]                   |
| Buffet froid                                             | Bertrand Blier                                                      | Gérard Depardieu, Bernard Blier, Jean Carmet               | Franța                                                         | Crime comedy              |
| The First Great Train Robbery                            | Michael Crichton                                                    | Sean Connery, Donald Sutherland, Lesley-Anne Down          | Regatul Unit al Marii Britanii și al Irlandei de Nord          | [ 144 ]                   |
| Going in Style                                           | Martin Brest                                                        | George Burns, Art Carney, Lee Strasberg                    | Statele Unite ale Americii                                     | [ 145 ]                   |
| The Great Riviera Bank Robbery                           | Lawrence D. Foldes, Francis Megahy                                  | Kevin Brennan, Warren Clarke                               | Statele Unite ale Americii                                     | [ 146 ]                   |
| The Lady in Red                                          | Lewis Teague                                                        | Pamela Sue Martin, Robert Conrad, Louise Fletcher          | Statele Unite ale Americii                                     | [ 147 ]                   |
| A Man, a Woman, and a Bank                               | Noel Black                                                          | Donald Sutherland, Brooke Adams, Paul Mazursky             | Canada                                                         | [ 148 ]                   |
| A Nightingale Sang in Berkeley Square                    | Ralph Thomas                                                        | David Niven, Richard Jordan, Gloria Grahame                | Statele Unite ale Americii                                     | [ 149 ]                   |
| The Onion Field                                          | Harold Becker                                                       | John Savage, James Woods, Ted Danson                       | Statele Unite ale Americii                                     | Crime drama               |
| Over the Edge                                            | Jonathan Kaplan                                                     | Matt Dillon, Michael Kramer, Pamela Ludwig                 | Statele Unite ale Americii                                     | Juvenile delinquency film |
| Sabato, Domenica E Venerdi                               | Pasquale Festa Campanile, Franco Castellano, Sergio Martino, Pipolo |                                                            | Italia · Spania                                                | Crime comedy              |
| Série Noire                                              | Alain Corneau                                                       | Patrick Dewaere, Myriam Boyer, Bernard Blier               | Franța                                                         | [ 153 ]                   |
| Vengeance Is Mine                                        | Shōhei Imamura                                                      | Ken Ogata, Rentarō Mikuni, Chocho Miyako                   | Japonia                                                        | [ 154 ]                   |